# Auxiliatrices paroissiales du Christ Prêtre
Les Auxiliatrices paroissiales du Christ Prêtre forment une congrégation religieuse de droit pontifical.

## Histoire
Le 6 juillet 1918, le Père José Pío Gurruchaga Castuariense (1881-1967) crée une association avec quelques femmesdans le but de promouvoir la spiritualité eucharistique et pour collaborer aux œuvres paroissiales, comme l'enseignement du catéchisme ou la formation des servants d'autel. Le règlement est approuvé le 11 août 1926 par Zacarías Martínez Núñez (es), évêque de Vitoria.
Elle commence officiellement la vie commune le 6 février 1927 à Irun sous le nom de fille de l'union apostolique. Le 22 mars 1929, Mateo Múgica (es) érige la pieuse union en une congrégation religieuse de droit diocésain. Elles prennent leur nom actuel le 15 février 1968. L'institut est reconnu de droit pontifical le 14 mars 1978.

## Activités et diffusion
Les sœurs se consacrent dans les œuvres des paroisses (catéchisme, visites aux malades, apostolat social).
Elles sont présentes en: 
- Europe : Espagne, Italie.
- Amérique : Argentine, Mexique.

La maison-mère est à Irun.  
En 2017, la congrégation comptait 106 sœurs dans 21 maisons.